# Oshawa
Oshawa is een stad in Canada in de provincie Ontario. Oshawa telde in 2006 bij de volkstelling 141.950 inwoners.
In 2013 vond het wereldkampioenschap lacrosse voor vrouwen plaats in Oshawa.

## Geboren
- Perdita Felicien (1980), atlete